# Prima apologia
La Prima apologia è stata una delle prime opere di apologetica cristiana, indirizzata da san Giustino martire agli imperatori romani Antonino Pio, Marco Aurelio e Lucio Vero, al senato e a tutto il popolo. L'opera argomenta contro le persecuzioni dei cristiani a motivo della sola loro religione, presentando all'imperatore anche una difesa della filosofia del cristianesimo e una spiegazione dettagliata delle pratiche e dei rituali cristiani contemporanei.
Molti studiosi attribuiscono a quest'opera la creazione di un nuovo genere letterario apologetico rispetto a quella che era una tipica procedura amministrativa scritta dell'impero la quale serviva a chiedere un nuovo orientamento giuridico in relazione ad un precedente legale.

## Contesto
Come illustrato nel Dialogo con Trifone, Giustino intravide nel cristianesimo una vera e propria filosofia, l'approdo definitivo della sua ricerca della verità. Questo aspetto spiega perché anche la sua difesa apologetica del cristianesimo sia esposta in termini filosofici.
Secondo il prefetto d'Egitto Lucio Munazio Felice, l'opera fu composta tra il 155 e il 157. Il teologo Robert Grant ha affermato che l'apologia fu scritta in risposta al coevo Martirio di Policarpo, com'è suggerito dall'enfasi posta sulla punizione del rogo, che riguardò appunto il santo martire.
Secondo una parte degli studiosi, la Seconda apologia era parte della prima.

## Contenuto

### Risposta alle critiche rivolte ai cristiani
Nei primi capitoli dell'opera, Giustino risponde ale principali critiche mosse nei confronti dei cristiani del tempo: ateismo, depravazione morale e infedeltà all'impero.
In primo luogo, egli sostiene che "il nome" di cristiani di per sé non può essere un motivo sufficiente per giustificare le punizioni o le persecuzioni, sollecitando invece l'autorità imperiale a punire solamente le azioni malvagie: "Perché da un nome non potrebbero derivare né l'approvazione né la punizione, a meno che non si possa dimostrare che esso comporti la messa in atto di qualcosa di eccellente o negativo".
Contro l'accusa di ateismo nei confronti degli dèi romani, replica che i cristiani sono adoratori del "Dio verissimo". Riconosce che alcuni cristiani hanno compiuto atti immorali, ma sollecita i funzionari pubblici dell'impero a punire questi individui in qualità di malfattori piuttosto che in ragione della loro fede. In questo modo, Giustino dimostra il suo intento di separare il buon nome dei cristiani dagli atti malvagi compiuti da singoli individui, lamentando il fatto che tali criminali offuschino la reputazione del cristianesimo e non siano veri "cristiani". Infine, affronta la presunta slealtà verso l'impero, mostrando che i cristiani cercano di essere membri del regno di Dio piuttosto che di qualche regno umano.

### Gesù Cristo come Logos
Giustino insiste molto nella difesa del cristianesimo come filosofia razionalmente fondata. Egli osserva che il cristianesimo fornisce insegnamenti morali ai suoi fedeli, trovando molti elementi in comune con la mitologia pagana, al punto da rendere incomprensibili le persecuzioni dei cristiani da parte loro.
La descrizione del Logos è uno dei temi più importanti dell'opera. Esso è un concetto filosofico che appartiene alla conoscenza razionale. Nell'intero trattato, Giustino identifica Gesù Cristo con l'Incarnazione del Logos, preesistente dall'eternità all'Incarnazione stessa. Conclude, quindi, che qualsiasi uomo, anche vissuto prima della nascita di Cristo, abbia affermato delle verità seguendo la ragione, si sia rapportato ed abbia conosciuto il Logos, che ha iniziato a spargere i propri semi di verità da quando esiste il genere umano. Esiste una rivelazione cristiana e una rivelazione pre-cristiana universale del Verbo. Giustino sottolinea il debito della filosofia greca, ad esempio di Platone, nei confronti dei precedenti libri dell'Antico Testamento.
(Benedetto XVI, Udienza Generale del 21 marzo 2007)
Ciò fu una dichiarazione di portata rivoluzionaria all'interno dell'apologetica cristiana scritta. Giustino probabilmente attinse da precedenti insegnamenti filosofici la nozione di Logos e sostenne che essi fossero solo una parte della verità, rivelata nella sua totalità solamente da Gesù Cristo. Per Giustino, il cristianesimo rappresenta la verità completa, che corregge e porta a compimento anche il pensiero precedente, raggiungendo il livello più alto di conoscenza e razionalità.

### Le pratiche della Chiesa primitiva
La Prima apologia fornisce uno dei resoconti più dettagliati della pratica liturgica della Chiesa primitiva. Il battesimo avviene per immersione e rappresenta una rinascita dall'acqua a nuova vita, mentre l'Eucaristia, dopo aver reso grazie secondo le parole insegnate da Gesù, nutre il corpo e il sangue dei fedeli col Corpo e Sangue di Cristo incarnato. Infine, riferisce che le celebrazioni settimanali dei fedeli sono costituite da letture dei profeti ebrei e dalle "memorie degli apostoli", da alcune preghiere e un pasto comune.

### Altri temi trattati
Il testo espone l'etica cristiana, la fede nell'immortalità dell'anima e nella resurrezione della carne, paragona Socrate alle persecuzioni dei primi cristiani in quanto questi allontanava dagli uomini i demoni, ispirato dalla critica e dalla verità (identificando ciò che è noto come daimon socratico con un'entità spirituale).

## Significato storico e letterario
Un acceso dibattito accademico ha riguardato la tesi secondo cui la Prima apologia sia un''unicum rispetto a tutte le altre opere apologetiche precedenti e successive.
Di tale avviso è stato Paul Parvis, un importante studioso di Giustino dell'Università di Edimburgo. L'opera, infatti, si presenta come una petizione legale, un genere comune nella letteratura giuridico-ammnistrativa romana col quale si tentava di cambiare un precedente legale: nello specifica, si chiedeva alle autorità imperiali che i cristiani fossero accusati in merito alle proprie cattive condotte anziché a motivo della loro fede. Tuttavia, includendo le descrizioni della pratica liturgica e della fede cristiana, secondo Parvis, "quello che fece Giustino fu deviare da questa normale procedura amministrativa romana e trasformarla in un veicolo per articolare e diffondere il messaggio evangelico". Sara Parvis, attiva ad Edimburgo, sostiene inoltre che gli studiosi dovrebbero abbandonare la concezione classica dell’apologia cristiana intesa come un “generico insieme di scritti che offrono una sorta di difesa del cristianesimo”,  vedendo Giustino martire come l'inventore di questo genere letterario, poi perfezionato da altri autori come Tertulliano.
Gli studiosi enfatizzano anche l'importanza della descrizione della liturgia cristiana in ordine alla difesa della comunità nel suo insieme. Robert Grant ha notato che Giustino non ha fornito molti dettagli sui fondamenti teologici che erano alla base dei riti della Chiesa primitiva. A suo parere, lo scopo di Giustino era quello di "mettere in luce la vera natura della vita cristiana" e di confutare le calunnie degli avversari pagani.